# Kyle Baker
Pour les articles homonymes, voir Baker.
Kyle Baker (né en 1965 dans le Queens à New York) est un auteur de bande dessinée, dessinateur et animateur américain. Auteur célébré par la critique, il connaît le succès public dans les années 2000 avec sa reprise de Plastic Man.

## Œuvres traduites en français
- Pourquoi je déteste Saturne, Delcourt, coll. « Contrebande », 1999.
- La Légende de Cowboy Wally, Rackham, 2004.
- Les Baker, Akileos, 2007.
- De l'autre côté du miroir (d'après Lewis Carroll), Éditions du Point d'Exclamation, coll. « Classics Illustrated », 2009.
- Deadpool Max, Panini Comics, coll. « Max » :

1. Un penchant pour la violence, 2012.
2. Longue vie à l'Hydra ! (dessin), avec David Lapham (scénario), 2012.
3. La Liste noire (dessin), avec David Lapham (scénario), 2013.

- Le Cinquième Beatles. L'Histoire de Brian Epstein (dessin avec Andrew C. Robinson), avec Vivek J. Tiwary (scénario), Dargaud, 2013.

## Récompenses
- 1991 : Prix Harvey du meilleur album original avec Pourquoi je déteste Saturne
- 1999 : Prix Eisner du meilleur auteur humoristique pour You Are Here
- 1999 : Prix Harvey du meilleur album original pour You Are Here
- 2000 : Prix Eisner de la meilleure histoire courte pour « Letitia Lerner, Superman's Babysitter (en) », dans Elseworlds 80-Page Giant (en) (avec Elizabeth “Liz” Glass) ; du meilleur auteur humoristique pour I Die at Midnight et « Letitia Lerner, Superman's Babysitter »
- 2004 : Prix Eisner de la meilleure nouvelle série pour Plastic Man ; du meilleur auteur humoristique pour Plastic Man et The New Baker
- 2005 : Prix Eisner du meilleur titre jeune public pour Plastic Man (avec Scott Morse) ; du meilleur auteur humoristique pour Plastic Man et Kyle Baker, Cartoonist
- 2004 : Prix Harvey spécial de l'humour et de la meilleure nouvelle série pour Plastic Man
- 2005 : Prix Harvey spécial de l'humour pour Plastic Man
- 2006 : Prix Eisner du meilleur auteur humoristique pour Plastic Man et The Bakers
- 2009 : Prix Harvey du meilleur album non inédit pour Nat Turner
- 2014 : Prix Eisner du meilleur travail inspiré de la réalité pour Le Cinquième Beatles. L'Histoire de Brian Epstein (avec Vivek J. Tiwary et Andrew C. Robinson)
- 2014 : Prix Eisner du meilleur album et de la meilleure œuvre biographique, historique ou journalistique pour Le Cinquième Beatles. L'Histoire de Brian Epstein (avec Vivek J. Tiwary et Andrew C. Robinson)